# پاتر فامیلیاس

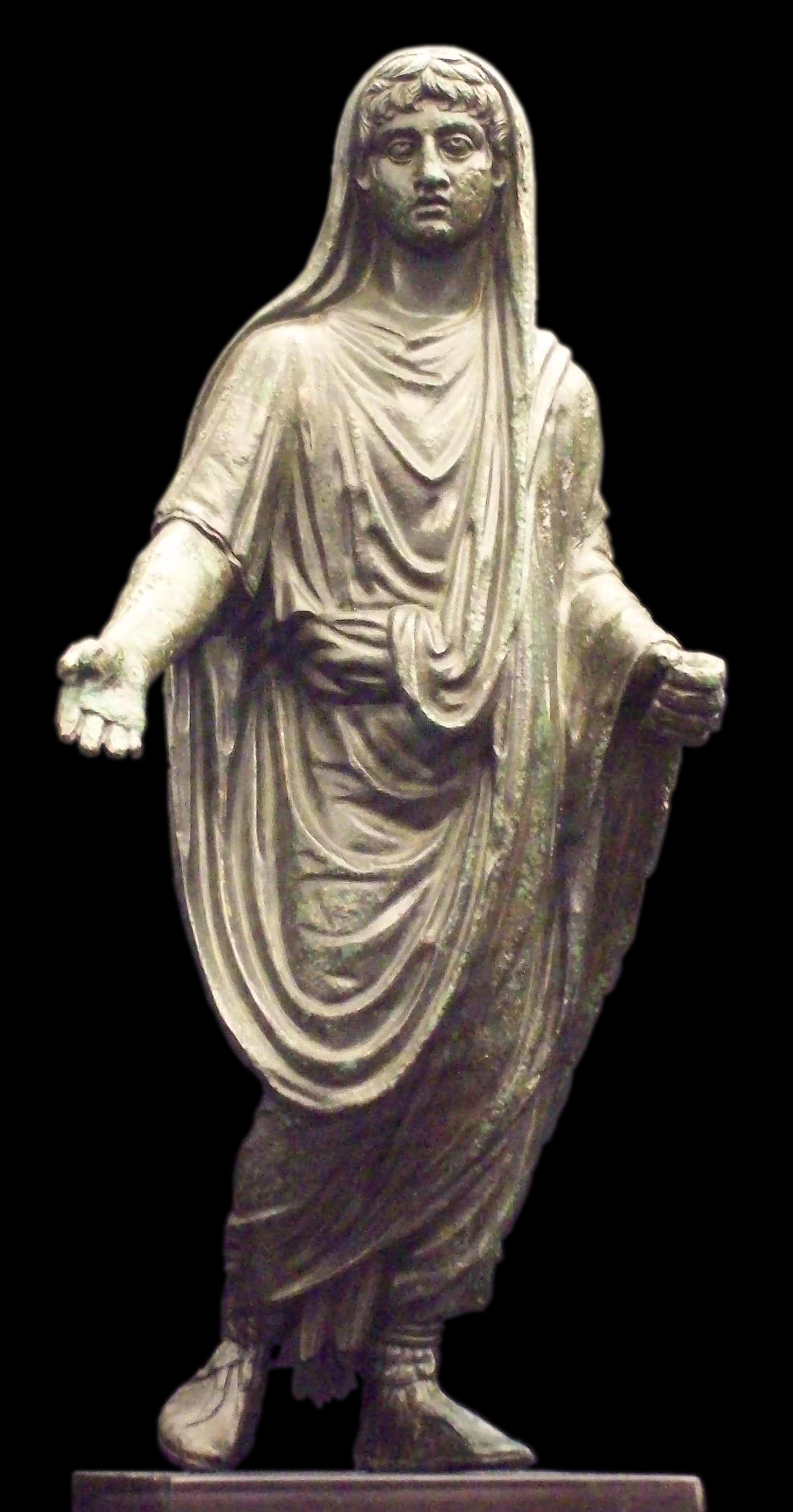
مجسمه نمادین پاتر فامیلیاس

پاتر فامیلیاس یا پاتریا پوتستاس (انگلیسی: Pater familias) این اصطلاح لاتین به معنای «پدر خانواده» یا «صاحب املاک خانواده» در روم باستان است. پاتر فامیلیاس رئیس یک خانواده در روم باستان و مسن‌ترین مرد زنده یک خانواده بود و قانوناً می‌توانست بر خانواده بزرگ خود اقتدار مستبدانه اعمال کند.
پدر رومی یک نوع قدرتمندی بود، زیرا طبق قوانین روم بعدی، قدرت تقریباً نامحدودی در خانواده داشت. او قدرت مرگ و زندگی را بر فرزندان خود داشت، به این معنی که در بدو تولد می‌توانست آنها را بزرگ کند یا بکشد و بعداً آنها را با اعدام مجازات کند. (بنیانگذار مشهور افسانه ای جمهوری روم، لوکیوس یونیوس بروتوس، پسرانش را به دلیل نافرمانی اعدام کرد) علاوه بر این، پدر رومی اولیه تمام دارایی‌های خانواده اش را در اختیار داشت. فرزندان او، هر چقدر هم که سن داشتند، تا زمانی که پدر زنده بود، نمی‌توانستند چیزی به نام خود داشته باشند. یک سناتور ۴۵ ساله می‌توانست بالاترین مقام ایالتی، یعنی کنسولگری را داشته باشد، اما اگر پدرش هنوز زنده بود، نمی‌توانست به ارزش یک دینار دارایی داشته باشد. پدر همچنین این قدرت را داشت که ازدواج فرزندانش را به هم بزند یا به هم بزند. در زمان‌های اولیه، پدران بر خانواده‌های خود حکومت می‌کردند و اقتدار آنها نظم و ثبات را حفظ می‌کرد.

## حضانت فرزند
حضانت فرزند در سیستم حقوقی روم در صورت طلاق به پدر را به مادر ترجیح می‌داد. در واقع، یک زن رومی به هیچ وجه هیچ حق قانونی بر فرزندان خود نداشت - رابطه پدری بسیار مهم بود. با این حال، گاهی، اگر برای پدر راحت‌تر بود، فرزندان پس از طلاق با مادرشان زندگی می‌کردند و ممکن بود حتی پس از از هم گسیختگی خانواده، پیوندهای قوی محبت و وفاداری باقی بماند.
نمونه معروف این مورد، دختر امپراتور آگوستوس، ژولیای بزرگ و مادرش اسکریبونیا است که وقتی ژولیا تازه متولد شده بود، به نفع لیویا همسر سوم امپراتور کنار گذاشته شد. زمانی که ژولیا بعداً به دلیل رفتار سرکشانه‌اش توسط پدرش به تبعید فرستاده شد، اسکریبونیا داوطلبانه دختر بزرگش را به جزیرهونتوتن همراهی کرد، جایی که او تبعید شده بود.